# Okręg wyborczy Nelson and Colne
Okręg wyborczy Nelson and Colne powstał w 1918 r. i wysyłał do brytyjskiej Izby Gmin jednego deputowanego. Okręg położony był w hrabstwie Lancashire. Został zlikwidowany w 1983 r.

## Deputowani do brytyjskiej Izby Gmin z okręgu Nelson and Colne
- 1918–1920: Albert Smith, Partia Pracy
- 1920–1922: Robinson Graham, Partia Pracy
- 1922–1931: Arthur Greenwood, Partia Pracy
- 1931–1935: Linton Thorp, Partia Konserwatywna
- 1935–1968: Sydney Silverman, Partia Pracy
- 1968–1974: David Waddington, Partia Konserwatywna
- 1974–1979: Doug Hoyle, Partia Pracy
- 1979–1983: John Lee, Partia Konserwatywna